# أندريه ماري
أندريه ماري (بالفرنسية: André Marie) هو سياسي فرنسي، ولد في 3 ديسمبر 1897 في فرنسا، وتوفي في 12 يونيو 1974 في روان في فرنسا. حزبياً، نشط في الحزب الراديكالي وRepublican, Radical and Radical-Socialist Party ‏.

## مناصب
- انتخب وزير العدل (22 أكتوبر 1947 – 19 نوفمبر 1947).
- انتخب وزير العدل (24 نوفمبر 1947 – 19 يوليو 1948).
- انتخب وزير العدل (11 سبتمبر 1948 – 13 فبراير 1949).
- انتخب رئيس مجلس الوزراء  [لغات أخرى]‏ (26 يوليو 1948 – 5 سبتمبر 1948).
- انتخب رئيس بلدية [الإنجليزية]‏.
- انتخب نائب فرنسي عن دائرة Seine-Maritime's 4th constituency [الإنجليزية]‏ خلال فترته النيابية  [لغات أخرى]‏ (9 ديسمبر 1958 – 9 أكتوبر 1962).

## روابط خارجية
- أندريه ماري على موقع مونزينجر (الألمانية)